# Вулиця Західний Шлях (Дніпро)

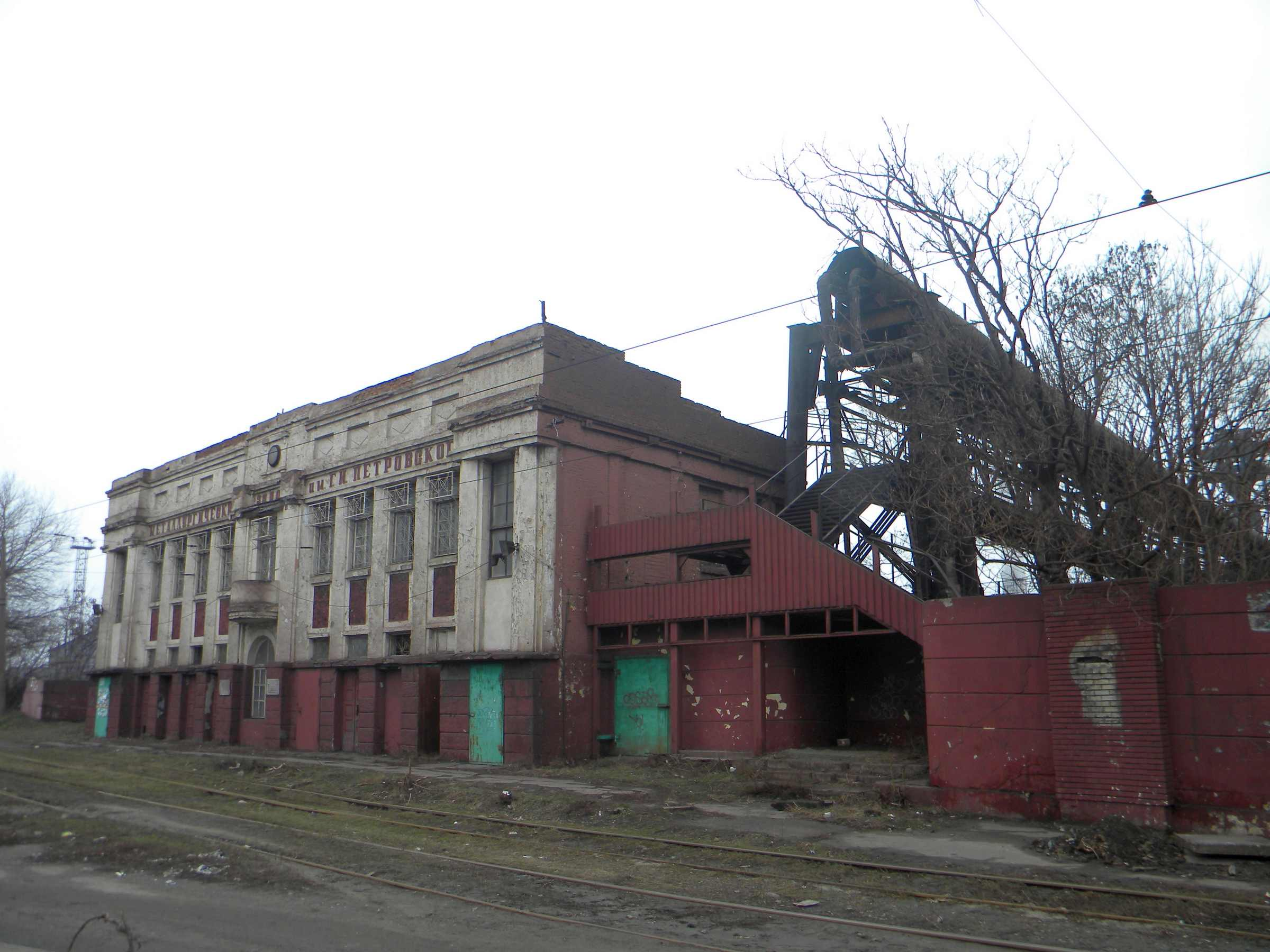
Південна прохідна Дніпровського металургійного заводу, вулиця Маяковського, 3

Вулиця Західний Шлях — вулиця у Новокодацькому районі міста Дніпро. Вулиця тягнеться вздовж залізниці Дніпро-Верхівцеве. Вулиця Маяковського проходить катеринославською місцевістю Брянська колонія й далі колишніми південними виселками Нових Кодак — Сухим Островом. Довжина — 4100 метрів.
Вулиця Західний Шлях є частиною автошляху E50 між проспектом Нігояна й Гвардійською вулицею.
Вулиця Західний Шлях відходить бере початок відходячи вправо від проспекту Нігояна, що через 1400 метрів вливається до вулиці Маяковського, яка продовжується на захід ще на 2500 метрів до упору у колишній Дніпропетровський лакофарбовий завод, де зліва до неї вливається вулиця Данила Галицького. За генеральним планом Дніпра плануються у кінці вулиці Маяковського продовжити вісь вулиці Данила Галицького униз до вулиці Кондратюка, що розмежовує багатоповерхові діївські мікрорайони Червоний Камінь й Покровський.
Колишня назва - Маяковського.

## Історія

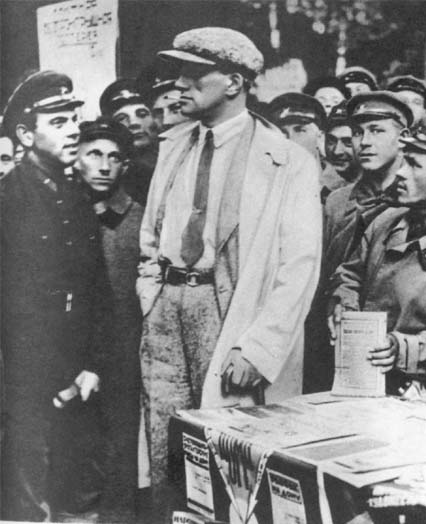
Володимир Маяковський з червоноармійцями

Вулиця утворилася у зв'язку з будівництвом Катерининської залізниці у кінці 19 сторіччя й розвитку вздовж неї промисловості.
За більшовицької влади вулиця була найменована на честь російського радянського поета-футуриста Володимира Маяковського (1893-1930).
У вересні 2023 року отримала назву - Західний Шлях.

## Будівлі
- № 3 — Дніпровський металургійний завод (Коксохімічне виробництво), - 2-поверхова будівля південної прохідної Дніпропетровського металургійного заводу (колишнього імені Петровського) на перетині з Бельгійської вулицею й площею Згоди,
- № 5а — Рада ветеранів Новокодацького району,
- № 11а корпус 1 — Вокзал залізничної станції Горяїнове,
- станція метрополітену «Металургів»,
- № 31б — відділ кадрів Дніпровського трубного заводу,
- № 31 — Дніпровський трубний завод,
- № 39 — АЗС «Авіас плюс»,
- станція метрополітену «Заводська»,
- Залізнична платформа 184 км,

## Перехресні вулиці
- проспект Нігояна,
- вулиця Романа Самокиша
- Бельгійська вулиця,
- площа Порозуміння,
- Коксохімічна вулиця,
- вулиця Сухий Острів,
- Гвардійська вулиця,
- вулиця Данила Галицького.